# باغ‌بهشت (دشتی)
باغ بهشت، روستایی است از توابع بخش مرکزی شهرستان دشتی استان بوشهر ایران.

## جمعیت
این روستا در دهستان خورموج قرار دارد و بر اساس سرشماری سال ۱۳۸۵ آمار رسمی جمعیت آن (۱۸ خانوار) ۸۴نفر می‌باشد.